# Specimen & The Rizikoos
Specimen en The Rizikoos was de naam van een kortlevende muziekband, samengesteld door Walter Verdin in 1979. In de groep zaten verder de muzikanten Jean-Marie Aerts, Stoy Stoffelen en Karel Vereertbrugghen. Ze namen een nummer, Storingen, op met gastvocalen van acteurs als Josse De Pauw en Hilde Wils. Het nummer werd geschreven door Verdin en Josse De Pauw. Het werd in 1979 uitgebracht op een single met twee A-kanten, met op de andere kant Bojangle Plays Tonight van Rick Tubbax & The Taxi's. Later bracht Polydor het nog uit met een dubversie als B-zijde. Storingen kwam ook op de verzamel-lp Get Sprouts terecht.